# FaSinPat

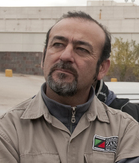
Raúl Godoy, trabajador que en diciembre del 2000 fue elegido secretario general del gremio por la Lista Marrón.

FaSinPat, acrónimo de Fábrica Sin Patrones, es una fábrica de baldosas de cerámica ubicada en la ciudad de Neuquén, Argentina, a 8 kilómetros del centro de la capital neuquina, cuyo edificio principal ocupa tres manzanas. Desde comienzos del año 2002 se encuentra bajo el control de sus trabajadores, luego del cierre de su antecesora Cerámica Zanón, quebrada a finales de 2001. Es una de las fábricas más destacadas del movimiento de empresas recuperadas de Argentina.

## Sus inicios: Cerámica Zanón

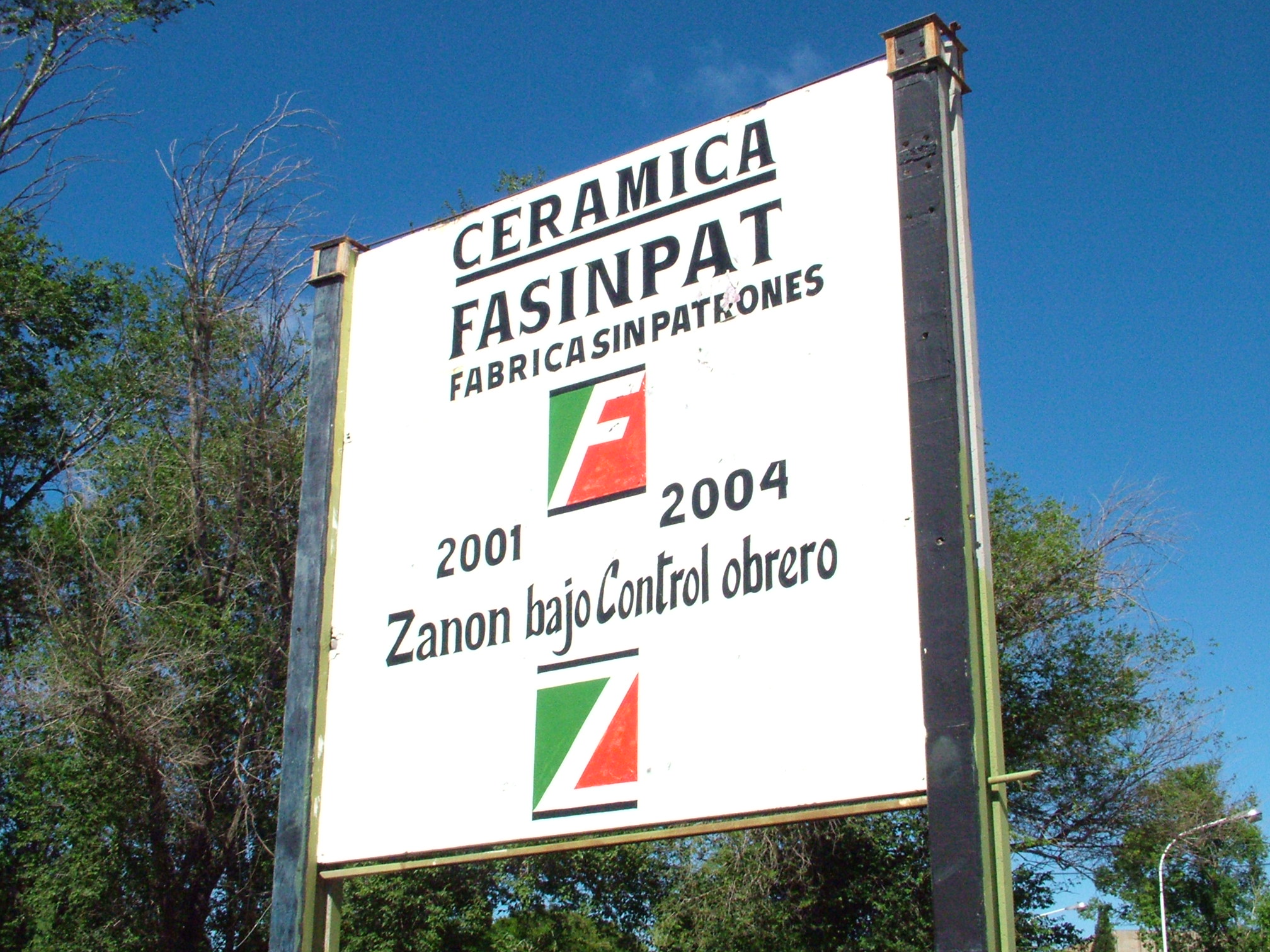
Cartel al ingreso de la fábrica.

La fábrica, anteriormente conocida como Zanon, fue abierta en el año 1979 por el empresario italiano Luigi Zanon, también fundador del Italpark de Buenos Aires. La empresa se instaló en Neuquén atraída por el régimen de promoción industrial y por su ubicación estratégica para realizar exportaciones a través de los puertos chilenos.
La empresa se destacó por su línea de producción de porcelanato, un cerámico con estilo y de alta resistencia. La fábrica era líder en la región, siendo la fábrica que mayor producción tenía en América Latina, y contaba con los servicios subsidiados.
En 1994 obtuvo una ganancia de 67 millones de dólares; en 1998 la planta contaba con 500 trabajadores y exportó 10 millones de dólares.

## Organización sindical y crisis de 2001
Durante los años noventa la empresa había contado con la complicidad del sindicato y del Ministerio de Trabajo para actuar sin mayores inconvenientes. Sin embargo, en 1998 se pone en pie en la fábrica una comisión interna con delegados electos tras varios años sin dicha instancia de organización de base. La agrupación Marrón obtiene 187 votos y vence al oficialismo de la Verde y Azul de Alberto Montes, que sólo saca 47 (una tercera lista, la Roja, se quedaría con 83 votos).
En julio del 2000 murió un trabajador de 22 años, Daniel Ferrás, en un accidente laboral. Esto provocó el estallido de las demandas obreras y una huelga de nueve días, que se termina resolviendo con la patronal aceptando una ambulancia las veinticuatro horas y mejores condiciones de seguridad e higiene garantizada por una comisión compuesta por los trabajadores. A finales de ese año, se produce un recambio en la dirección del Sindicato de Obreros y Empleados Ceramistas de Neuquén (SOECN) con Raúl Godoy (militante de la agrupación Marrón y del PTS) como secretario general desplazando a Montes. Se logran frenar los despidos que pensaba realizar Zanon. La empresa contestó a su vez presentando un recurso preventivo de crisis en el Ministerio de Trabajo de la Nación, un recurso legal para despedir más personal que lo permitido y cambiar los convenios. Finalmente el Ministerio de Trabajo desestimó el preventivo de crisis, mientras los dirigentes más combativos se afianzaban en la conducción del sindicato.
En 2001, mientras las ventas de Zanon se desplomaban, la empresa adujo tener problemas para abonar los sueldos a sus empleados, quienes comenzaron a cobrar con atrasos y en cuotas. En plena crisis económica, la empresa dejó de pagar los servicios y a los proveedores. Ante la amenaza de un inminente cierre de la fábrica, el día 3 de octubre los trabajadores decidieron tomar la planta impidiendo el ingreso de los gerentes, como un intento desesperado por conservar su fuente de trabajo. La Justicia ordenó en ocho oportunidades el desalojo para que los síndicos del concurso de acreedores pudieran realizar un inventario de bienes, pero los trabajadores resistieron la medida.
En noviembre de 2001, Zanon comunicó oficialmente el cierre de la planta y el despido de sus 380 empleados. Poco después, la jueza en lo laboral de Neuquén, Elizabeth Rivero de Taiana, declaraba que la empresa había realizado un lock out patronal, dando la razón a una presentación judicial impulsada por el gremio de los ceramistas contra Zanon. Además la justicia determinó la incautación del 40 por ciento del stock para pagar salarios.
El lock out ofensivo decretado por la jueza Rivero de Taiana fue el primero de la historia argentina.

## La toma y recuperación de la fábrica
El 30 de noviembre de 2001 los trabajadores realizaron una marcha para pedir el apoyo al gobierno de la provincia de Neuquén pero fueron reprimidos, recibieron gases lacrimógenos y hubo 19 personas detenidas. En esa marcha los trabajadores quemaron los telegramas de despidos que habían recibido.
Al comienzo los trabajadores realizaban ollas populares para poder subsistir y recibieron el apoyo de la comunidad: de los vecinos de la fábrica, de las escuelas, los clubes y de los presos de la Unidad Penitenciaria N° 11, que les donaban sus raciones de comida. Durante los primeros días los trabajadores realizaron piquetes, pero ante el peligro de quedar aislados cambiaron de estrategia y salieron a explicar a cada persona la situación que estaba atravesando la fábrica. Con megáfonos contaban la historia en los barrios, se subían a los colectivos y en la ruta entregaban volantes explicando la situación.
De muchas empresas en crisis en ese momento, solo entre 100 y 200 fueron puestas a producir y el proceso fue posible por la lucha de los trabajadores.

## Control obrero: 2002-presente
Al principio de la toma no hubo resistencia por parte de Luigi Zanon. Sin embargo, en enero de 2002, el gobierno nacional abandonó la paridad 1 a 1 entre el peso argentino y el dólar de Estados Unidos, decretando además la «pesificación» de todas las deudas, es decir, la conversión de los pasivos en dólares a pesos al tipo de cambio oficial. Como resultado de este cambio en el ambiente económico, la ex Zanon (rebautizada FaSinPat) volvía a ser un negocio rentable, por lo que Luigi Zanon intentó reclamar la propiedad de la fábrica.
El proyecto de reactivación presentado por Zanon contemplaba la utilización del 10 % de la capacidad instalada y el empleo de 62 operarios. La productividad y los demás puestos de empleo se irían recuperando gradualmente, pero la oferta fue rechazada por el gremio de los ceramistas.
Mientras se resolvía el conflicto judicial los operarios comenzaron a preparar la reactivación de la planta, que se puso nuevamente en funcionamiento en marzo de 2002. El 2 de marzo los trabajadores votaron en asamblea reiniciar la producción y que cada trabajador recibiera un salario máximo de 800 pesos, sin importar el cargo que ocupara. En esa asamblea crearon comisiones de trabajo para las diferentes áreas de la fábrica y resolvieron que todos los insumos necesarios se comprarían en la provincia del Neuquén.
Inicialmente la mercadería era vendida directamente en la puerta de la fábrica, pero con el tiempo los trabajadores fueron organizando una red de distribución que les permitió llegar a distintas ciudades del norte de la Patagonia y de la provincia de La Pampa, o a los principales centros de consumo interno como Rosario, Córdoba o Buenos Aires.
El 8 de abril de 2003 la Gendarmería intentó por última vez el desalojo de los trabajadores, sin embargo, el fuerte apoyo de otros grupos sociales, sindicales, educativos y eclesiásticos disuadió a las autoridades para suspender el operativo.

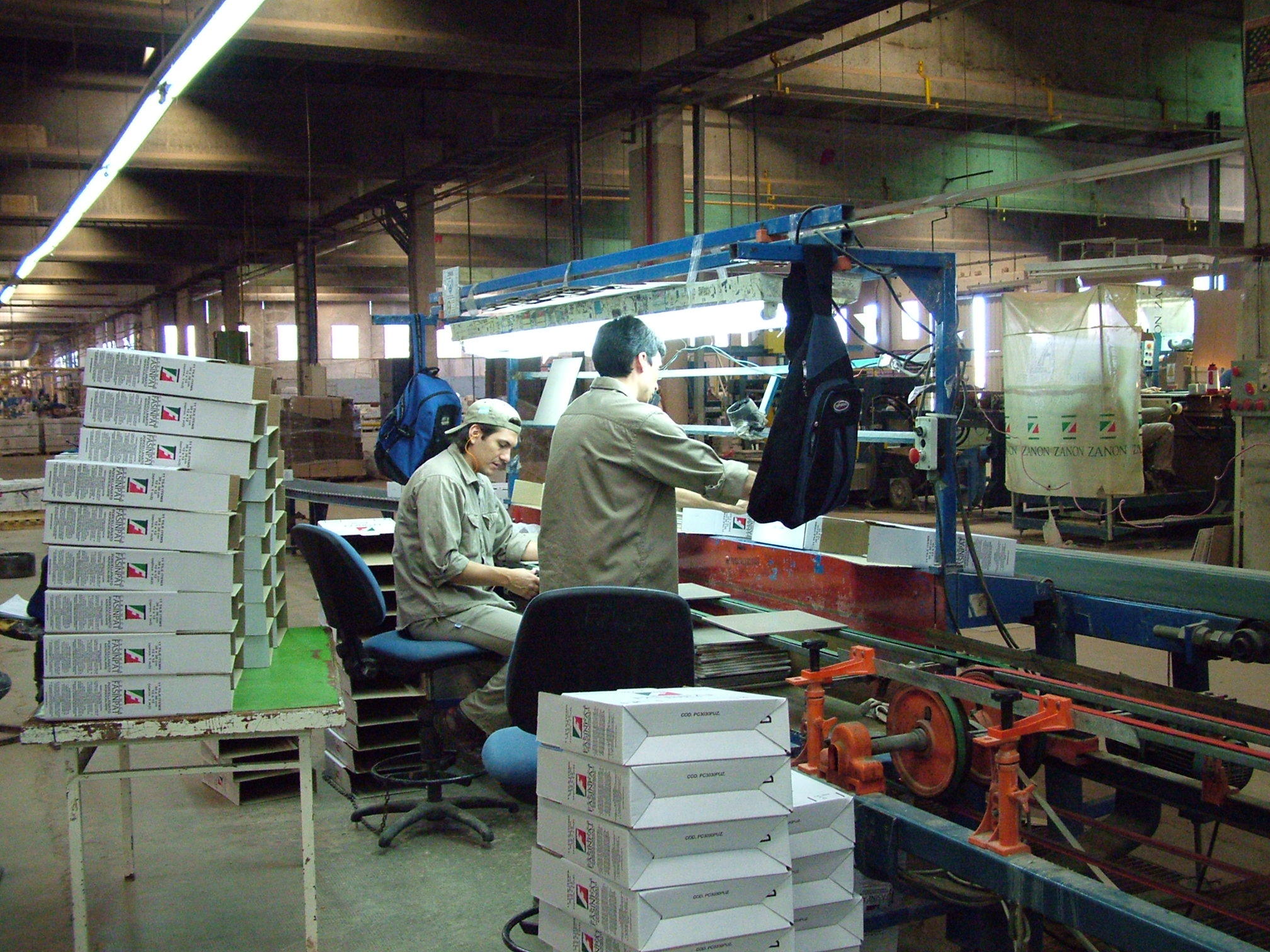
Trabajadores de FaSinPat.

Económicamente FaSinPat ha sido un éxito. Durante los primeros cuatro años de operaciones fueron contratados más de 170 nuevos trabajadores, llegando a un total de 410 para abril de 2005. FaSinPat ha cultivado las relaciones con su comunidad adyacente. Al principio, la fábrica recuperada donó baldosas a los centros comunitarios y al hospital y organizó actividades culturales.
En 2005, FaSinPat votó a favor de construir una clínica de salud comunitaria en barrio pobre de Nueva España. Los habitantes de Nueva España habían estado reclamando una clínica al gobierno provincial desde hacía dos décadas; FaSinPat la construyó en tres meses. El apoyo de la comunidad fue muy importante para proteger a la fábrica de las amenazas a las que fue sometida.
Durante los siguientes años, mientras el consumo interno se incrementaba, de la mano de la expansión económica nacional, la fábrica aumentó la producción y las acciones comunitarias, pero con la paulatina reducción del crecimiento económico, ocurrida a partir de 2011, se reiniciaron los problemas. La empresa comenzó a presentar dificultades de financiación derivados del atraso tecnológico y de los primeros aumentos tarifarios de los servicios, que les encarecieron los costos. Igualmente la situación financiera nunca se saneó totalmente. A modo de ejemplo, en 2009 cerró su ejercicio contable con un pasivo superior a los 4 millones de pesos. Precisamente en agosto de ese año, se aprobó la Ley de la provincia de Neuquén 2656 de expropiación de la fábrica. El proyecto aprobado reconoce a Fasinpat como encargada de administrar legalmente la fábrica y el pago a los acreedores de la vieja empresa Zanón; pero, recién tres años más tarde, el gobernador Jorge Sapag firmó el decreto que autorizó los fondos para el pago del monto expropiatorio de 23 millones de pesos.
El problema se fue acrecentando, y en el año 2014 la fábrica atravesaba otra grave crisis porque producía al 20% de su capacidad instalada, debido, básicamente, a la obsolescencia de la maquinaria, que se descomponía constantemente, a lo que se le sumaba las dificultades para conseguir los repuestos para su reparación. En este contexto, salieron a pedirle a la provincia del Neuquén un préstamo por $10 millones de pesos para reparar los equipos y sostener de este modo los 450 puestos de trabajo que en ese momento poseía. Con los tarifazos ocurridos a partir del 2016, FaSinPat comenzó a recibir elevadas facturas de luz y gas que la fábrica se vio impedida de pagar, aumentando la deuda y comenzando nuevamente la amenaza de remate. 
En el año 2019 existía la posibilidad cierta de que la justicia procediera al remate. En ese marco, el Sindicato Ceramista de Neuquén (SOECN) realizó encuentros con sectores de la comunidad neuquina para informar sobre la situación productiva, económica y judicial. El comienzo de la solución era lograr la postergada sanción, por parte de la legislatura, de una Ley que permitiera refinanciar las deudas. El tema judicial se les complicó dado que hubo un fallo de la Cámara de Apelaciones que aceptó el pedido de los acreedores originales de la firma Zanón, “que solicitó acortar la gestión obrera para rematar la planta y cobrar la deuda”.

## Apoyo de artistas
Algunos artistas que han reconocido el esfuerzo de los obreros son:
- Attaque 77 —realizó un recital en las instalaciones el 28 de noviembre de 2009.[17] Además, en la canción "Setentistas" del disco Antihumano (2003) hace un homenaje con la frase "en Neuquén, resiste Zanón"—.
- Carajo —realizó un recital en las instalaciones el 28 de noviembre de 2009[17]—
- La Renga —realizó tres recitales en las instalaciones (2005[18], 2008[19] y 2011[20])—.
- Rata Blanca —realizó un recital en las instalaciones (septiembre de 2006[21])—.
- Bersuit Vergarabat —realizó un recital en las instalaciones en 2002, 2004[22], 2005 y 2011[23]—.
- Arbolito —realizó un recital en las instalaciones en 2004[22]—.
- Las Manos de Filippi —realizó un recital en las instalaciones en 2004[22] y el 28 de noviembre de 2009[17] y compuso una canción para la fábrica, que lleva el nombre de la cooperativa—.
- Ska-P —realizó un concierto el 30 de octubre de 2010 en las instalaciones—.[24]
- Divididos—prometieron dar un concierto en el predio de la fábrica durante el año 2009—.
- Rage Against the Machine —invitó a los obreros de Zanon a subir a escena durante su show en Argentina del 13 de octubre de 2010—.
- Manu Chao —invitó a los obreros a subir a escena durante un show en Neuquén en diciembre de 2009, y además toco el 20 de noviembre de 2011—.[25]
- Osamenta —esta banda de thrash metal compuso el tema "Fábrica sin patrón" para su disco Subversivo, de 2011. El estribillo dice: «Eso fue Zanon, ya fue el patron. Hoy son FaSinPat... ¡una esperanza!»—.
- No Relax —Joxemi y Micky realizaron un intervento en el recital de Jauría en las instalaciones en el décimo aniversario—.
- Dulevànd —compuso la canción "Fragile Rivolta (The Story of FaSinPat)", una canción para los obreros de la fábrica—.
- León Gieco —tocó en las instalaciones de la fábrica en 2004[26] y participó de la carpa que los obreros de la cooperativa instalaron frente al Congreso el mismo año—.[27]
- Víctor Heredia —participó de la carpa que los obreros de la cooperativa instalaron frente al Congreso en 2004—.[27]
- Teresa Parodi.
- Horacio Fontova.
- Raly Barrionuevo.
- César Cabezas.
- Dúo Coplanacu.
- La Delio Valdez —participó del festival por los 20 años de gestión obrera en la fábrica el 4 de diciembre de 2021—. [28][29]
- Giseve De Colores —participó del festival por los 20 años de gestión obrera en la fábrica el 4 de diciembre de 2021—. [28][29]
- La Skandalosa Tripulación —participó del festival por los 20 años de gestión obrera en la fábrica el 4 de diciembre de 2021—. [28][29]
- Histeria Lunar —participó del festival por los 20 años de gestión obrera en la fábrica el 4 de diciembre de 2021—. [28][29]

## FaSinPat: películas
En el año 2004 se estrena un documental sobre la historia de FaSinPat, llamado Fasinpat, fábrica sin patrón. Fue producido y dirigido por el cineasta italiano Daniele Incalcaterra. Tomó una postura en defensa de los trabajadores, en contraste con el manejo mediático que en Italia había intentado respaldar a Luigi Zanón y desacreditar la lucha obrera, considerándola un despojo al capital de su dueño.
Este documental obtuvo diversos reconocimientos, siendo algunos de los más importantes:
- Selección argentina BAFICI 2005
- Primer premio FILMAKER Milano 2004
- Selección Festival de Toulouse 2004
- Selección Festival de Tandil 2004
- Selección Festival du Réel Paris 2003
- Selección Festival de Mar del Plata 2003.

En 2008 se estrenó otro documental sobre FaSinPat, Corazón de fábrica, dirigido por Ernesto Ardito y Virna Molina. La película se filmó durante 2005 y fue estrenada en 2008, tras dos años de montaje. Hay dos versiones, una original de 129 minutos y otra corta de 58 minutos.
Este documental obtuvo 9 premios internacionales:
- Primer Premio Kodak al Mejor Proyecto Latinoamericano. Festival Internacional de Cine Contemporáneo de la Ciudad de México (FICCO-Cinemex), México, 2009.
- Primer Premio al Mejor Documental. Concurso Internacional “Otras Miradas”, organizado por el Consejo Latinoamericano de Ciencias Sociales (CLACSO), 2008.
- Premio Especial del Jurado en la Competencia Internacional. Festival Internacional de Cine Documental de la Ciudad de México – DOCS DF –, México, 2009.
- Premio Especial del Jurado. Festival de Cine Latinoamericano de Cataluña, España, 2009.
- Mejor Film Documental Iberoamericano. Festival Internacional de Cine de Cancún, México, 2009.
- Mejor Largometraje Documental. Festival Internacional de cine comunitario y alternativo “Ojo al Sancocho”, Colombia, 2008.
- Primer Premio “El descubrimiento de un joven cine argentino”. Festival La Sudestada, París, Francia, 2010.
- Ganador de la Beca Jan Vrijman Fund. Festival Internacional de Documentales de Ámsterdam – IDFA.
- Ganador de la Beca Alter Cinè. Montreal – Canadá.

En 2018, La Izquierda Diario produce una serie de seis capítulos llamada Zanon, el hilo rojo: el rol de los trotskistas. Se basa en los relatos registrados en 2018 de Raúl Godoy (obrero desde 1994 de la fábrica y secretario general del SOECN entre 2000 y 2005) y archivo documental, en su mayoría inédito, que se remonta a finales de los noventa. Se abordan temas como la puesta a producir bajo control obrero, la coordinación, el internacionalismo, las relaciones con la comunidad y los artistas y el rol de los trotskistas, principalmente del Partido de los Trabajadores Socialistas.